# Verchild's Peak
Verchild's Peak je istaknuta planina na otoku Sveti Kristofor u državi Sveti Kristofor i Nevis.
Nalazi se blizu središta otoka i uzdiže se do visine od 900 m.